# Sven Thofelt
Sven Thofelt   (Estocolm, 19 de maig de 1904 - Djursholm, 1 de febrer de 1993) fou un esgrimista i pentatlista modern suec, que va disputar quatre edicions dels Jocs Olímpics, el 1928, 1932, 1936 i 1948.
El 1928, als Jocs d'Amsterdam, guanyà la medalla d'or en la competició de pentatló modern. Quatre anys més tard, als Jocs de Los Angeles fou quart en aquesta mateixa competició, a l'hora que finalitzava en novena posició en la prova d'espasa individual del programa d'esgrima. Als Jocs de Berlín de 1936 fou novament quart en la competició de pentatló modern, mentre en la d'espasa per equips, del programa d'esgrima, guanyà la medalla de plata. Un cop finalitzada la Segona Guerra Mundial disputà els seus quarts i darrers Jocs Olímpics a Londres, on guanyà la medalla de bronze en la prova d'espasa per equips del programa d'esgrima.
En el seu palmarès també destaquen quatre medalles de bronze i dues de plata al Campionat del Món d'esgrima entre 1931 i 1947. A nivell nacional guanyà sis campionats de pentatló modern, tres d'espasa individual i un de natació.
Thofelt va fer la carrera militar, graduant-se a l'Acadèmia Militar de Karlberg el 1924 i retirant-se el 1964 com a general de brigada. Va ser assistent del príncep hereu Gustau Adolf (1938-47) i del rei Gustau V (1948-50). Paral·lelament va mantenir la relació amb l'esport, sent dirigent de la Federació Internacional de Pentatló Modern, de la Federació Sueca del mateix esport i membre de la junta directiva del Comitè Olímpic Suec (1969–76). Entre 1970 i 1976 fou membre del Comitè Olímpic Internacional i posteriorment membre honorari.